# Ronde van Loir-et-Cher
De Ronde van Loir-et-Cher (Frans: Tour du Loir-et-Cher) is een meerdaagse wielerwedstrijd in Loir-et-Cher, Frankrijk. De eerste editie vond plaats in juli 1960 en werd gewonnen door de Fransman Raymond Sallé. Vanaf 1961 is de koers vervroegd naar april en werd hij uitgebreid van twee naar drie etappes. Vanaf 1975 heeft de koers vier etappes en vanaf 1985 vijf.
De koers maakt sinds 2005 deel uit van de UCI Europe Tour, met een classificatie van 2.2. Recordwinnaars zijn de Duitser (Oost-Duitsland) Jôrg Stein en de Fransman Denis Marie, met ieder twee zeges.

## Lijst van winnaars

### Meervoudige winnaars
| Zeges | Renner      | Jaren      |
| ----- | ----------- | ---------- |
| 2     | Jôrg Stein  | 1984, 1985 |
| 2     | Denis Marie | 1993, 1995 |

### Overwinningen per land
| Zeges | Land                                                             |
| ----- | ---------------------------------------------------------------- |
| 28    | Frankrijk                                                        |
| 5     | Denemarken, Duitse Democratische Republiek                       |
| 4     | Nederland, Polen                                                 |
| 3     | België, Rusland, Sovjet-Unie                                     |
| 2     | Noorwegen, Tsjechië                                              |
| 1     | Duitsland, Verenigd Koninkrijk, Zuid-Afrika, Zweden, Zwitserland |